# 布瑞恩·德拉蒙德
布瑞恩·德拉蒙德（英語：Brian Drummond，1969年8月10日—），加拿大男性配音員。

## 簡介
他在轉行當配音員之前的工作是舞台劇演員。妻子Laura Drummond為演員、配音員，兒子Aidan Drummond同樣也從事配音員。
與刺猬索尼克的Ryan Drummond姓名相近但不是同一人。

### 經歷、人物
Brian Drummond出生於不列顛哥倫比亞省薩蒙阿姆市。早年從舞台演員養成學校Studio 58畢業後，開始他的舞台劇演員生涯，直到1993年全面投入配音界。投入配音之後以溫哥華為據點，參加和Ocean Productions相關的許多動畫作品。
為人廣泛熟悉的配音角色有《機動戰士鋼彈SEED》個性開朗、溫厚、處事冷靜、思想清晰透徹的戰士安德列·渥特菲德、擁有溫暖之心向父親般的馬爾奇歐老師、《機動戰士鋼彈SEED DESTINY》登場的懦夫尤納·洛馬·聖蘭懦夫及《死亡筆記本》的路克。

## 演出作品

### 電視動畫
1995年
- G.I. Joe Extreme（英语：G.I. Joe Extreme）（Ballistic／Eagle Eye）

1996年
- 七龍珠Z（達爾、亞奇洛貝）

1998年
- 亂馬½ 熱鬥篇（音羽安吉）

1999年
- 人造人6號（日语：Cybersix）（Yashimoto）
- 超級蜘蛛人（英语：Spider-Man Unlimited）（艾迪·布洛克／猛毒、X51）
- 百變金剛：重機械（噴射機）
- 機動神腦（拉賽·倫柏格）
- 怪獸農場（日语：モンスターファーム (アニメ)）（老虎）
- 亂馬½ 熱鬥篇（可麗餅喬）

2000年
- Cardcaptors（日语：Cardcaptors）（艾登·阿瓦隆、Mr.Terada）
- 新機動戰記鋼彈W（傑克斯·馬吉斯）
- 聖天空戰記（亞連·歇薩爾）
- 七龍珠Z（排骨飯）

2001年
- 機動戰士鋼彈（卡爾瑪·札比、弗拉納根·文）
- 索斯機械獸III（奥斯卡·赫梅洛斯）

2002年
- 犬夜叉（煉骨、影郎丸、獸郎丸）
- X戰警：進化（獵人）
- 變形金剛：微型傳說（銀狼）
- 哈姆太郎（咚咚）
- PROJECT ARMS（新宮隼人）

2003年
- 索斯機械獸IV（布雷克）

2004年
- 機動戰士鋼彈SEED（安德列·渥特菲德、馬爾奇歐、阿夫門德·愛爾·何茲）
- 變形金剛：超能連結（震盪波）
- 私家電影（英语：Home Movies (TV series)）（杭基·馬格）

2005年
- 星艦駕駛員（榊原）
- 變形金剛：銀河之力（天火、霍普）
- 飛天瑪姬（英语：The Buzz on Maggie）（Mr.Bugspit）
- 寶貝樂一通（洛伊）

2006年
- 機動戰士鋼彈SEED DESTINY（安德列·渥特菲德、尤納·洛馬·聖蘭、馬爾奇歐）
- 灼眼的夏娜（士郎）
- Pucca（Garu）

2007年
- 死亡筆記本（路克、洛依）
- BLACK LAGOON（貝尼）
- BLACK LAGOON The Second Barrage（貝尼）

2008年
- 鋼鐵人：裝甲冒險（艾凡·范可／赤色機甲）
- 飛天小女警Z（大俠）

2009年
- 男孩和冤家猫（哈雷）
- NANA（高木泰士）

2010年
- 彩虹小馬：友情就是魔法（杯子蛋糕和紅蘿蔔蛋糕 等）

2011年
- Rated A for Awesome（英语：Rated A for Awesome）（諾姆）

### OVA
1997年
- 非常偶像Key（吊木光）

2001年
- 新機動戰記鋼彈W Endless Waltz（傑克斯·馬吉斯）

2003年
- 芭比之天鵝湖公主（瑞吉）

2004年
- 真假公主芭比（尼基）

2007年
- 攻殻機動隊 STAND ALONE COMPLEX The Laughing Man（齋藤）
- 攻攻殻機動隊 S.A.C. 2ndd GIG Individual Eleven（齋藤）

### 電影動畫
2002年
- Cardcaptors（日语：Cardcaptors）（艾登·阿瓦隆、Mr.Terada）

2008年
- 穿越時空的少女（紺野真琴的父親）

### 外語配音
2008年
- 死亡筆記（路克）

2009年
- 死亡筆記本：決勝時刻（路克）

### 出演

#### 電影
1995年
- 轟天殺手（英语：Bad Company (1995 film)）（艾德）

#### 電視影集
1997年
- X檔案（出納員）

2000年
- 星際之門：SG-1（助手）

2001年
- 末世黑天使（公司職員）
- Da Vinci's Inquest（比爾）

2002年
- 超人前傳（漢克·理查）

2003年
- Da Vinci's Inquest（警察官2）

2004年
- Da Vinci's Inquest（警察官1）

2006年
- 星際之門：SG-1（保全）

### 其它
- 聲音印刷（第10回節目嘉賓）

## 來源
1. ↑  .   [2016-07-26]. （原始内容存档于2008-10-10） （英语）.

## 外部連結
- Brian Drummond在互联网电影资料库（IMDb）上的資料（英文）